# اندری مارچوک
اندری مارچوک (اوکراینی: Андрій Миколайович Марчук؛ زادهٔ ۲۵ ژوئن ۱۹۹۷) بازیکن فوتبال اهل اوکراین است.
وی همچنین در تیم‌های ملی فوتبال Ukraine national under-18 football team و Ukraine national under-19 football team بازی کرده‌است.